# Antheraea kolisurra
Antheraea kolisurra är en fjärilsart som beskrevs av Sykes. 1834. Antheraea kolisurra ingår i släktet Antheraea och familjen påfågelsspinnare. Inga underarter finns listade i Catalogue of Life.